# Xylosciara mohrigi
Xylosciara mohrigi är en tvåvingeart som beskrevs av Heikki Hippa och Pekka Vilkamaa 2004. Xylosciara mohrigi ingår i släktet Xylosciara och familjen sorgmyggor. Inga underarter finns listade i Catalogue of Life.